# FC Politehnica Iași (2010)
 FC Politehnica Iași is een Roemeense voetbalclub uit Iași.
De club werd opgericht in 2010 na een fusie tussen Tricolorul Breaza en Navoby Iași. De fusienaam was ACSMU Politehnica Iași en was bedoeld als opvolger van FC Politehnica Iași, een club die 28 seizoenen in de hoogste klasse speelde en door financiële problemen ontbonden werd in 2010. De club mocht starten in de Liga 2 en wilde meteen promoveren, maar eindigde in het eerste seizoen zesde. In de zomer van 2011 werd de naam gewijzigd in Clubul Sportiv Municipal Studențesc Iași (CSMS Iași) om verwarring te vermijden met het oude Politehnica. In 2012 slaagde de club er in te promoveren naar de Liga 1 maar degradeerde een jaar later weer. In 2014 werd de Liga 2 gewonnen en keerde de club terug in de Liga 1. In juli 2016 werd de naam gewijzigd in CSM Politehnica Iași en in 2018 werd dit FC Politehnica.

## Eindklasseringen
| 6 |

| 1 |

| 17 |

| 1 |

| 10 |

| 7 |

| 7 |

| 6 |

| 10 |

| 12 |

| 16 |

| 11 |

| 1 |

| 12 |

| 13 |

| Liga 1 | Liga 2 |

## In Europa
Uitslagen vanuit gezichtspunt CSM Politehnica Iași
| Seizoen                                                    | Competitie    | Ronde | Land             | Club             | Totaalscore | 1e W    | 2e W    | PUC |
| ---------------------------------------------------------- | ------------- | ----- | ---------------- | ---------------- | ----------- | ------- | ------- | --- |
| 2016/17                                                    | Europa League | 2Q    | Vlag van Kroatië | HNK Hajduk Split | 3-4         | 2-2 (T) | 1-2 (U) | 0.5 |
| Totaal aantal behaalde punten voor UEFA coëfficiënten: 0.5 |               |       |                  |                  |             |         |         |     |

Zie ook
- Deelnemers UEFA-toernooien Roemenië
- Ranglijst van alle clubs die in de diverse Europa Cups zijn uitgekomen